# Février 1982
Le mois de février 1982 était un mois parfait.

## Événements
- 2 février : massacre de Hama. En Syrie, la ville de Hama se soulève sous l’impulsion des Frères musulmans. Après trois semaines de combats et de bombardements (le centre de la ville est rasé), Hama tombe. On estime à 15 000 le nombre de victimes des combats et des massacres qui ont suivi. Le mouvement islamiste s’effondre. (voir Insurrection des Frères musulmans en Syrie).

- 7 février : création de l’URNG (Unión revolucionaria nacional guatemalteca), réunissant l’EGP, l’ORPA, les FAR et le PGT-Núcleo de dirección nacional.

- 14 février, (Rallye automobile) : arrivée du Rallye de Suède.

- 15 février : Étienne Tshisekedi, Marcel Lihau et d'autres congolais créent l’Union pour la démocratie et le progrès social, parti d’opposition sous le régime de parti unique de Mobutu Sese Seko au Zaïre.

- 22 février[1] : la RASD (République arabe sahraouie démocratique) est admise à l’OUA, suscitant le mécontentement du Maroc et son retrait de l’organisation africaine (1984).

- 22 février: Vladimir Vetrov, taupe de la DST au sein du KGB est arrêtée à Moscou. Fin de l'affaire Farewell

## Naissances
- 1er février : Sam Tuitupou, joueur de rugby à XV néo-zélandais.
- 4 février : 
  - Kimberly Wyatt, chanteuse, danseuse américaine, membre du groupe The Pussycat Dolls.
  - Tatiana-Laurens Delarue, une candidate de téléréalité et animatrice de télévision française.
- 5 février : Wheesung, chanteur sud-coréen († 10 mars 2025).
- 8 février : 
  - Mohamed Chérif Tarèche footballeur algérien.
  - Victor Le Masne, musicien et compositeur français
- 10 février : Justin Gatlin, athlète américain.
- 12 février : 
  - Jonas Hiller, gardien de hockey de la LNH.
  - Bobi Wine, musicien, activiste et homme politique Ougandais.
- 15 février : 
  - Élodie Frégé, chanteuse française.
  - Nesrine Tafeche, actrice et chanteuse algéro-syrienne.
- 17 février : Adriano, footballeur brésilien.
- 18 février : Juelz Santana, rappeur américain.
- 20 février : Alexandre Paulikevitch, artiste libanais.
- 24 février : Amandine, le premier bébé français « in vitro ».
- 25 février : Maria Kanellis, catcheuse professionnelle américaine travaillant a la WWE.
- 27 février : Amedy Coulibaly, terroriste français († 9 janvier 2015).

## Décès
- 6 février : Ben Nicholson, peintre britannique (° 10 avril 1894).
- 9 février : Marthe Richard, inspiratrice de la loi sur la suppression des maisons closes en France.
- 17 février :
  - Jacques Basyn, avocat et homme politique belge (° 2 février 1901).
  - Thelonious Monk, pianiste et compositeur de jazz américain (° 10 octobre 1917).
- 26 février : Gábor Szabó, guitariste de jazz hongrois (° 8 mars 1936).